# Androcorys
Androcorys ist eine Pflanzengattung innerhalb der Familie der Orchideengewächse (Orchidaceae). Zehn Arten dieser kleinen, krautigen Pflanzen sind in Ostasien beheimatet. Nach R. Govaerts sind alle Arten zur Gattung Herminium zu stellen.

## Beschreibung

### Vegetative Merkmale
Zu Androcorys zählen ausdauernde krautige Pflanzen mit rundlichen, behaarten Knollen als Überdauerungsorganen (Geophyten). Am Stängel befinden sich nur ein, selten zwei Laubblätter. Das Blatt ist schmal-oval, der Blattgrund umfasst den Stängel.

### Generative Merkmale
Der endständige Blütenstand ist eine Traube. Die kleinen Blüten sind resupiniert, gelblich oder grün gefärbt. Die Tragblätter sind klein, schuppenartig. Der Fruchtknoten ist ungestielt, spindelförmig und verdreht. Die seitlichen Petalen und das dorsale Sepal bilden eine Haube über der Blüte. Die seitlichen Sepalen sind bei einigen Arten ein Stück weit miteinander verwachsen. Die Petalen sind kleiner als die äußeren Blütenblätter. Die Lippe ist ungelappt, am Grund leicht konkav bis sackartig vertieft. Die Säule ist kurz und mit zwei seitlichen Anhängseln versehen, sie trägt das zweikammrige Staubblatt. Die zwei keulenförmigen Pollinien sind von mehliger Konsistenz, in kleinen Teilstücken zusammenhaftend. Sie sitzen ohne Stielchen direkt an den Klebscheiben (Viscidium). Das Trenngewebe zwischen Narbe und Staubblatt ist dreieckig.

## Standorte
Die Androcorys-Arten kommen meist in alpinem Grasland vor, mit einer Höhenlage von 5500 Metern gehören sie zu den Orchideen mit den höchstgelegenen Standorten.

## Systematik, botanische Geschichte und Verbreitung
Die Gattung Androcorys gehört zur Tribus Orchideae innerhalb der Familie Orchideen. Die Grenzen zur nah verwandten Gattung Herminium, deren Grenzen zu Peristylus, die schwer von Habenaria abgegrenzt werden kann, sind unklar. Nach R. Govaerts sind alle Arten zur Gattung Herminium zu stellen.
Androcorys wurde zunächst 1919 von Rudolf Schlechter in Repertorium Specierum Novarum Regni Vegetabilis. Centralblatt für Sammlung und Veröffentlichung von Einzeldiagnosen neuer Pflanzen. Beihefte Band 4, Seite 52 beschrieben. Der Name leitet sich von dem griechischen Vorwort ἀνδρό – andro, ‚männlich‘ und dem griechischen Wort κόρυς korys, ‚Helm‘ ab, da die Blütenblätter helmförmig über dem Staubblatt stehen.
Androcorys ist entlang des Himalaya-Südhangs bis ins südliche China verbreitet, Androcorys pusillus hat ein disjunktes Areal, das Japan und Taiwan umfasst. Die „Flora of China“ listet fünf Arten, die in China vorkommen, davon drei nur dort.
Es gibt etwa zehn Arten in der Gattung Androcorys:
- Androcorys angustilabris (King & Pantl.) Agrawala & H.J.Chowdhery: Sie kommt vom östlichen Nepal bis zum nordwestlichen Yunnan vor.[1]
- Androcorys gracilis (King & Pantl.) Schltr.: Sie kommt von Nepal bis zum westlichen sowie zentralen China vor.[1]
- Androcorys josephi (Rchb.f.) Agrawala & H.J.Chowdhery: Sie kommt in Bhutan, Sikkim, Nepal bis zum südöstlichen Tibet und in den chinesischen Provinzen westliches Sichuan, südliches, nordöstliches sowie nordwestliches Yunnan vor.[3]
- Androcorys kalimpongensis (Pradhan) Agrawala & H.J.Chowdhery: Dieser Endemit gedeiht im Distrikt Darjeeling vor.[1]
- Androcorys monophylla (D.Don) Agrawala & H.J.Chowdhery: Sie kommt im Himalaja vor.[1]
- Androcorys ophioglossoides Schltr.: Sie gedeiht in Höhenlagen von 1600 bis 3900 Metern in den chinesischen Provinzen Gansu, Guizhou, Qinghai und Shaanxi.[3]
- Androcorys oxysepalus K.Y.Lang: Dieser Endemit gedeiht in Höhenlagen um 3900 Metern nur im nordwestlichen Yunnan.[3]
- Androcorys pugioniformis (Lindl. ex Hook.f.) K.Y.Lang : Sie kommt in Bhutan, Indien, Kaschmir sowie Nepal, Tibet und in den chinesischen Provinzen Qinghai, Sichuan, nordwestliches Yunnan vor.[3]
- Androcorys pusillus (Ohwi & Fukuy.) Masam.: Sie gedeiht auf Taiwan in Höhenlagen von 2500 bis 3500 Metern und außerdem in Japan vor.[3]
- Androcorys spiralis Tang & F.T.Wang: Sie gedeiht in Höhenlagen von 2800 bis 3500 Metern im südöstlichen Tibet, im südwestlichen Sichuan und im nordwestlichen Yunnan.[3]

- Liste der Orchideengattungen